# Invasione dorica

Migrazioni delle tribú greche a cavallo tra ca. 1300 e ca. 1000 a.C.

La teoria dell'invasione dorica è un'ipotesi accademica che cerca di spiegare i cambiamenti culturali e demografici occorsi nella Grecia antica tra la tarda Età del Bronzo e la prima Età del Ferro. Questa teoria sostiene che un insieme di tribù greche, conosciute come i Dori, migrò da nord e si stabilì nella Grecia meridionale, portando al crollo della civiltà micenea e a significative trasformazioni linguistiche e culturali.

## Origini della teoria dell'invasione dorica
L'idea di un'invasione dorica ha le sue radici nelle tradizioni e nella mitologia dell'antica Grecia. Storici greci classici, come Erodoto e Tucidide, riferiscono di un evento migratorio, per cui i Proto-Dori sarebbero migrati dalla Grecia centrale (Ftia) verso nord, dove presero il nome di Macedoni, e poi verso il Peloponneso, dove assunsero il nome di Dori. Ecco ciò che narra Erodoto circa le migrazioni della tribú dorica:
(Erodoto, Storie, I, 56)
Nella mitologia, queste vicende erano associate al "Ritorno" o "Discesa degli Eraclidi" (in greco Κάθοδος τῶν Ἡρακλείδων) — il mito secondo cui il Peloponneso fu rivendicato su basi dinastiche e conquistato dai discendenti di Eracle.

Per quanto non sia possibile verificare il racconto di Erodoto, si noti che il Peloponneso (ad eccezione dell'Arcadia), la Grecia centro-occidentale e la Macedonia erano accomunate da un parlare "greco occidentale", talora detto anche "dorico" (e suddiviso in "dorico del sud", "dorico di nord-ovest" e "macedone antico", quest'ultimo attestato soltanto nella Tavola di Pella).

La ricerca moderna, specialmente a partire dal XIX secolo, ha collegato le tradizioni antiche con le evidenze linguistiche ed archeologiche, formulando l'ipotesi dell'invasione dorica come spiegazione per la distruzione della civiltà palaziale micenea, la sostituzione del parlare greco sudorientale miceneo con quello greco nordorientale dorico (nel Peloponneso e a Creta, e parzialmente in Tessaglia e Beozia) e l'inizio dei cosiddetti secoli oscuri (circa 1200-800 a.C.).

## Principali prove a sostegno della teoria
- Prove linguistiche: I dialetti del greco antico forniscono un supporto linguistico alla migrazione dorica. Il dialetto dorico, nettamente distinto dal miceneo, divenne dominante in regioni come il Peloponneso, Creta, il Dodecaneso e la Doride d'Asia. Inoltre, nelle stesse regioni, è riconoscibile ancora in età classica un sostrato linguistico miceneo[1].
- Indizî archeologici: Gli archeologi hanno osservato una drammatica rottura culturale intorno al 1200 a.C. nella Grecia meridionale. Questo periodo vide la distruzione dei principali palazzi micenei, inclusi quelli di Micene, Pilo, Tirinto e Tebe. Nel secolo successivo, emersero l'uso del ferro, la pratica funeraria della cremazione e nuovi stili ceramici. Non è stato però possibile riconoscere negli strati archeologici riferiti al XII secolo a.C. dei resti che si possano identificare con sicurezza come dorici. L'archeologo greco L. Vokotopoulos motiva questa difficoltà con il carattere primitivo della cultura materiale dei Proto-Dori, tale da lasciare ben poche tracce di sé[2].
- Tradizioni mitiche: Gli antichi Greci tramandarono storie di migrazioni di popoli. Questi racconti, sebbene mitizzati, paiono rispecchiare reali spostamenti di popolazioni.

## Evoluzione della teoria nel tempo e punti ancora da chiarire
Secondo la vetusta teoria formulata da Karl Otfried Müller nel 1824 (nell'opera Die Dorier), i Dori sarebbero stati una razza nordica, indogermanica, che avrebbe invaso la Grecia dall'Europa centrale. Egli qualificò i Dori come una "razza giovane", superiore nei suoi caratteri individuali, nella sua organizzazione politica e nella sua lingua. Quest'ipotesi di un'origine dei Dori al di fuori della Grecia è stata non solo respinta dall'archeologia ma si tende ormai anche a stigmatizzarne le sfumature razzistiche.
I parlanti del greco occidentale provenienti dal nord potrebbero quindi essersi spostati gradualmente nel vuoto di potere lasciato dal crollo della civiltà micenea, lasciando sacche di parlanti del greco orientale nella penisola attica e nelle montagne dell'Arcadia. Questa rimane la visione predominante.»
(Geoffrey Horrocks, Greek: A History of the Language and its Speakers, Wiley-Blackwell, 2010)
Vi fu perfino chi suggerí che una migrazione dorica non vi fosse mai stata (Chadwick 1976). Tuttavia, tale tesi è ampiamente screditata e smentita dalle evidenze, tanto che lo stesso Chadwick perse la sua reputazione di maestro indiscusso degli studî micenei, di cui aveva goduto fino a quel momento. Chadwick fu sommerso da riconoscimenti che, in realtà, lo spingevano verso il pensionamento, e le ricerche da lui avviate proseguirono senza di lui.
La teoria oggi prevalente è quella della "migrazione corta": i Dori sarebbero stati presenti in Grecia già in epoca micenea, insediati nelle regioni periferiche e montuose della Grecia centro-occidentale a nord del Golfo di Corinto. Di qui, avrebbero invaso la Grecia meridionale micenea. Il palazzo di Tebe fu dato alle fiamme intorno al 1250 a.C., quello di Micene intorno al 1190 a.C., quello di Pilo intorno al 1180 a.C.
Ad ogni modo, rimangono alcuni punti da chiarire circa la cronologia della migrazione dorica: infatti, non è stato ancora provato in maniera definitiva che i distruttori dei palazzi micenei del 1250-1180 a.C. fossero proprio i Dori, benché la loro presenza un secolo e mezzo più tardi nei luoghi prima abitati dai Micenei punti il dito contro di loro.
Il Collasso dell'Età del Bronzo coinvolse in realtà l'intero Vicino Oriente. Pare che l'elemento scatenante della crisi sia stato una serie di siccità prolungate, alternate a piogge torrenziali, come indicato dalla sedimentologia.
Ciò avrebbe motivato la migrazione di popoli disperati (i "Popoli del Mare" delle fonti egizie), che avrebbero cercato di razziare e conquistare terre più fertili. L'insicurezza delle vie di comunicazione portò anche ad una forte diminuzione dei traffici commerciali, da cui la prosperità delle civiltà egee dipendeva. L'ampliamento delle fortificazioni nel XIII secolo a.C. pare una spia di quest'acuita percezione d'insicurezza. Il crollo della civiltà micenea non si realizzò dall'oggi al domani: fu piuttosto il risultato di un circolo vizioso, in cui una crisi climatica naturale determinò probabilmente delle carestie, che provocarono spostamenti violenti di popolazioni, che generarono nuove miserie, e cosí via. Infine, la Grecia micenea e l'impero ittita furono spazzati via, mentre l'Egitto e l'Assiria sopravvissero, seppur colpiti. Il collasso del sistema palaziale in Grecia potrebbe essere stato favorito anche da divisioni interne, di cui si trova un'eco nella mitologia. Manca però ancora la prova definitiva che i primi invasori della Grecia micenea fossero dori: infatti, le prime tracce archeologiche indiscutibilmente legate alla presenza dei Dori nelle zone prima abitate dai Micenei risalgono a più di un secolo più tardi.
In conclusione, l'idea di una semplice "invasione" potrebbe semplificare eccessivamente una vicenda storica complessa che coinvolse molteplici elementi e transizioni culturali prolungate.

## Conclusione
Sebbene la teoria dell'invasione dorica offra una spiegazione convincente che collega mito antico, prove linguistiche ed indizî archeologici, vi sono ancora alcuni punti da chiarire e la ricerca continua ad affinare la nostra comprensione di questo periodo cruciale della storia greca. A causa dell'intreccio tra crisi climatiche, migratorie e politiche, la transizione dall'Età del Bronzo all'Età del Ferro in Grecia rimane uno dei temi più affascinanti e discussi nello studio del mondo antico.